# Léon Heuzey
Léon Heuzey (Rouen, 1831. december 1. – Párizs, 1922. február 8.) francia régész, ókortudós, restaurátor. Az Académie des inscriptions et belles-lettres tagja.

## Életútja
1855-ben az athéni École française tagjaként Görögország északi, makedóniai és akarnaniai régióiba utazott azzal a céllal, hogy felkutassa az ókori Római Köztársaság makedóniai háborúinak helyszíneit. Utazása során a később Makedónia első fővárosaként, Aigaiként azonosított (ma Vergína) helyszínen több ókori épület, egy emlékmű és egy palota romjait, valamint egy korabeli síremléket írt le. 
III. Napóleon francia császár megbízásából 1861-ben visszatért Görögországba, hogy a Iulius Caesar keleti hadviselése, főként a pharszaloszi csata iránt különösen érdeklődő Honoré Daumet társaságában folytassa régészeti kutatásait Aigai romvárosában, valamint Dionban. Bár számos nehézséggel kellett megküzdeniük és útjukat kényszerűen le is rövidítették, mégis egy addig kevéssé kutatott helyszín számos régészeti tárgyával gazdagították a Louvre gyűjteményét, Daumet pedig rajzvázlatokat is készített az ókori város romjairól. 
Heuzey 1855-ös régészeti topográfiai kutatásait kiterjesztette Filippire, valamint más makedóniai, thesszáliai és illíriai helyszínekre is, így például járt Órikoszban, Apollóniában és Epidamnoszban is. Pályája során a Louvre alkalmazásában állt mint tárgyrestaurátor. 1885-ben Heuzey-t az Académie des beaux-arts, valamint az Académie des inscriptions et belles-lettres tagjává választották.
Fia, Louis Heuzey (1863–1901) politikus, Mayenne département képviselője volt. Egykori birtoka helyén, Párizs XVI. kerületében kis utcácska őrzi Léon Heuzey nevét.

## Főbb művei
- Mission archéologique de Macédoine. Paris: Librairie Firmin Didot. 1876.   (Honoré Daumet-val)
- Histoire du costume dans l'antiquité classique. 1876
- Les opérations militaires de Jules César: Étudiées sur le terrain par la mission de Macédoine. 1886
- Un Palais chaldéen. 1888
- Catalogue des figurines antiques de terre cuite du musée du Louvre. 1891
- Statues espagnoles de style gréco-phénicien: Question d’authenticité. Revue d’assyriologie et d'archéologie orientale II/3. (1891)
- Les origines orientales de l’art: Recueil de mémoires archéologiques et de monuments figurés. 1891–1915
- Nouveaux Monuments du roi Our-Nina découverts. 1893

- Les armoiries chaldéennes de Sirpoula. 1894
- Le Buste d’Elché et la mission de M. Pierre Paris en Espagne. 1897
- Une villa royale chaldéenne vers l’an 4000 avant notre ère: D’après les levés et les notes de M. de Sarzec. 1900
- Catalogue des antiquités chaldéennes: Sculpture et gravure à la pointe. 1902
- Archéologie orientale. 1902
- Fouilles d’Osuna en Espagne. 1904
- Restitution matérielle de la stèle des vautours: Restitution archéologique. 1909
- Nouvelles fouilles de Tello. 1914
- Ernest de Sarzec: Découvertes en Chaldée: Ouvrage accompagné de planches. Publié par les soins de Léon Heuzey ... avec le concours de Arthur Amiaud et François Thureau-Dangin pour la partie épigraphique. Paris: Ministère de l’instruction publique et des beaux-arts. 1884–1912.

## Fordítás
- Ez a szócikk részben vagy egészben  a   Léon Heuzey című francia Wikipédia-szócikk ezen változatának fordításán alapul.  Az eredeti cikk szerkesztőit annak laptörténete sorolja fel. Ez a jelzés csupán a megfogalmazás eredetét és a szerzői jogokat jelzi, nem szolgál a cikkben szereplő információk forrásmegjelöléseként.
- Ez a szócikk részben vagy egészben  a   Léon Heuzey című angol Wikipédia-szócikk ezen változatának fordításán alapul.  Az eredeti cikk szerkesztőit annak laptörténete sorolja fel. Ez a jelzés csupán a megfogalmazás eredetét és a szerzői jogokat jelzi, nem szolgál a cikkben szereplő információk forrásmegjelöléseként.